# Rose Rock
Der Rose Rock ist ein Klippenfelsen vor dem Kap Adare, der Nordspitze der Adare-Halbinsel im Norden des ostantarktischen Viktorialands. Er gehörte gemeinsam mit dem zwischen 2003 und 2006 untergegangenen Gertrude Rock zu der als The Sisters benannten Gruppe von Klippenfelsen.
Die Benennung dieses Felsens und des Gertrude Rock nahm Victor Campbell, Leiter der Nordgruppe bei der britischen Terra-Nova-Expedition (1910–1913), auf Vorschlag von George Murray Levick vor. Namensgebend sind zwei gleichnamige Schwestern aus einem damals populären Lied.